# Las krzywda
Las "Krzywda" – miejsce pamięci, cmentarz wojenny z I wojny światowej, znajdujący się na południe od wsi Lipno w gminie Wilkołaz, w powiecie kraśnickim, w województwie lubelskim. Las jest największym cmentarzem wojennym w gminie, zajmuje powierzchnię ponad 1 ha.

## Położenie
Usytuowany na Wzniesieniach Urzędowskich w miejscowości Wólka Rudnicka i około 0,5 km od miejscowości Lipno. Położony w odległości około 0,5 km od drogi powiatowej 2726L, łączącej Wilkołaz z Zakrzówkiem. Położony na północno-wschodnim skraju lasu Krzywda, wśród pól. Cmentarz znajduje się na wysokości około 227 m n.p.m.

## Historia
Cmentarz został założony w latach 1915–1918. Pochowani są tam żołnierze armii austro-węgierskiej i rosyjskiej, którzy polegli w dwóch bitwach pod Kraśnikiem w 1914 i 1915 roku. Liczba mogił była różnie podawana. Według karty cmentarza z 1992 roku składał się z 8 mogił zbiorowych, 40 podwójnych i 324 pojedynczych. Zbiorowe mogiły znajdowały się w części zachodniej oraz południowo-zachodniej. Mogiły pojedyncze i podwójne położone były w części wschodniej, południowo-wschodniej i południowej. Na cmentarzu pochowana jest nieznana liczba poległych, w roku 1992 szacowano ją na około 4 tysiące.

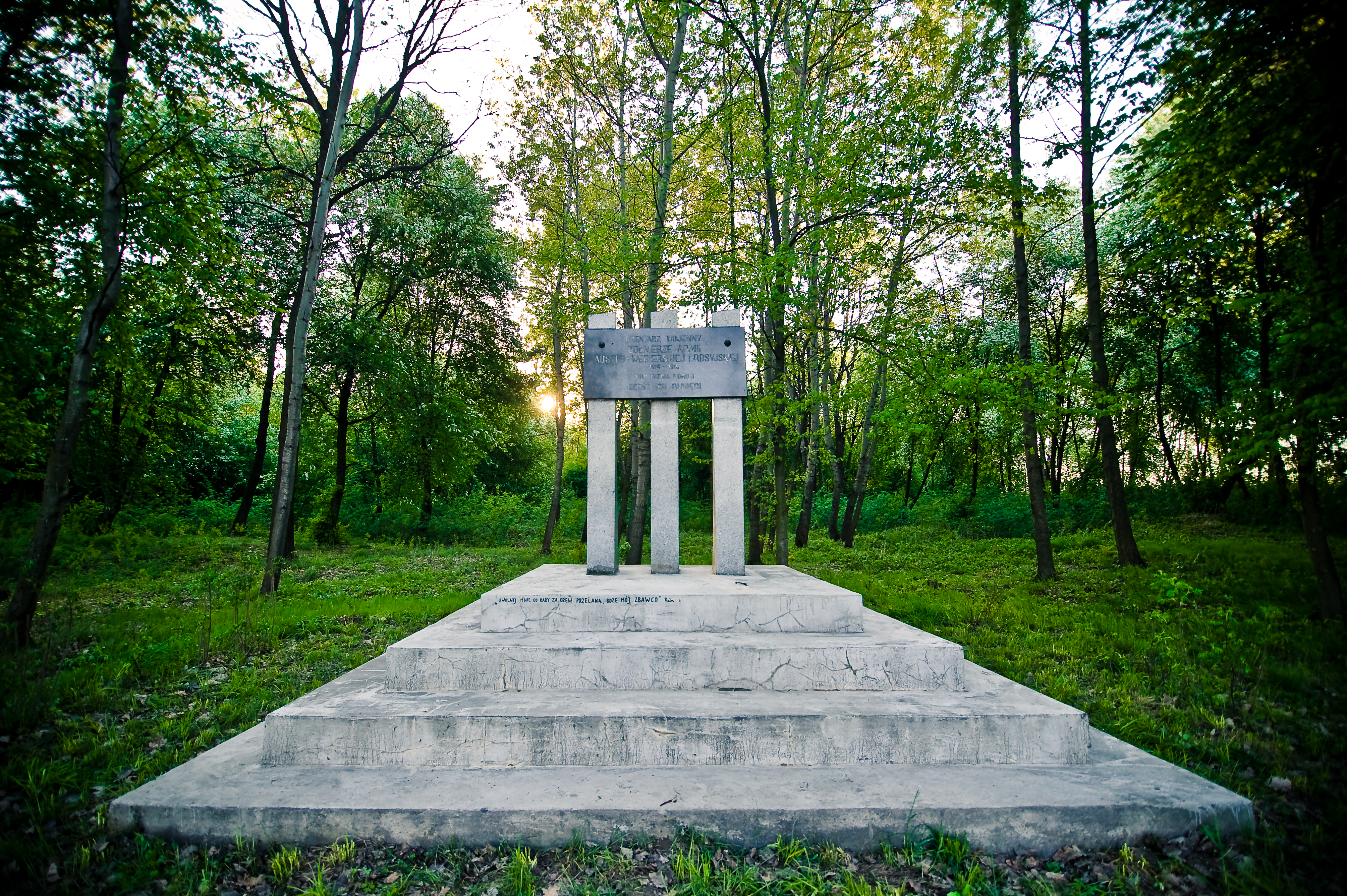
pomnik upamiętniający poległych

Założony na planie symetrycznego pięciokąta, pierwotnie otoczony rowem. Cmentarz nie jest wyodrębniony jeszcze na początku lat 90. czytelny był w terenie jedynie dzięki starym drewnianym krzyżom. W latach 90. został częściowo oczyszczony. Później we wschodniej części postawiono pomnik, jakim jest potrójny granitowy krzyż z tablicą z napisem: Cmentarz wojenny żołnierze armii austro-węgierskiej i rosyjskiej 1914–1915. Pro patria moruti. Cześć ich pamięci. Przy wejściu na cmentarz znajduje się tablica informacyjna o treści: Cmentarz Wojenny z I Wojny Światowej Żołnierzy Armii: Austriackiej, Węgierskiej i Rosyjskiej. Cały cmentarz od strony pola jest ogrodzony drewnianym płotem. Obiekt został wpisany do rejestru zabytków.
Przez kilka lat o cmentarz dbali i porządkowali uczniowie ze Szkoły Podstawowej im. Królowej Jadwigi w Rudniku Szlacheckim.